# Sostiene Pereira
Sostiene Pereira es una novela histórica del escritor italiano Antonio Tabucchi, editada por Feltrinelli en 1994.

«...sin embargo sentía una gran nostalgia, de qué no podría decirlo, pero era una gran nostalgia de una vida pasada y de una vida futura, sostiene Pereira».
Sostiene Pereira

## Argumento
La novela está ambientada en la ciudad de Lisboa en 1938, en pleno régimen salazarista. Pereira es un periodista que ha abandonado la crónica negra para dirigir la sección cultural de un periódico de la ciudad, el Lisboa. Es un hombre tranquilo, sin ideas políticas, dedicado solo a la literatura, a la francesa en particular, y al recuerdo de su mujer, muerta pocos años antes, y con cuyo retrato sigue hablando cada día.
Todo se trastorna cuando Monteiro Rossi, un joven filósofo que ha escrito una tesis sobre la muerte, llama la atención del protagonista. Pereira se pone en contacto con él para entrevistarlo y su imagen y personalidad dejan huella en el periodista, quien acaba ofreciéndole un trabajo. Le propone escribir unas necrológicas de escritores célebres todavía vivos, compuestos anticipadamente de modo que puedan estar listos en caso de muerte del sujeto. Monteiro, en lugar de escribir los imparciales necrológicos solicitados, escribe otras, por ejemplo las de Marinetti o Gabriele D'Annunzio, en las que los ataca ferozmente por su adhesión al fascismo. Se trata de artículos incómodos, peligrosos por añadidura. Pereira se debate entre el deseo de ayudar a Monteiro Rossi y el de no verse envuelto en las cuestiones políticas enarboladas por el joven.
Poco a poco, Pereira empieza a admitir la realidad del régimen bajo el que vive, la violencia, el clima de intimidación, la censura a la que es sometida la prensa, todo aquello que no había querido ver hasta ahora, aislándose de la vida real, concentrado solo en el recuerdo de la esposa y en la literatura.
Poco tiempo después, Pereira conoce a Cardoso, un médico que le confía el propósito de abandonar Portugal y marchar a Francia, ideal de libertad. Pereira habla con Cardoso de la sensación de inquietud que experimenta desde hace un tiempo, y Cardoso le expone una teoría personal sobre la confederación de las almas. Cada uno, según esta teoría, tiene no una, sino muchas almas, una de las cuales es la dominante; a veces puede suceder que otra de esas almas adquiera preponderancia, determinando así una verdadera y propia metamorfosis; la inquietud de Pereira podría ser, por tanto, el preludio de un gran cambio.
Monteiro Rossi pide a Pereira que aloje a su primo, que está reclutando jóvenes en el Alentejo para combatir contra Franco en la guerra civil española. Son descubiertos y Monteiro Rossi es asesinado por la policía política, la PIDE, en casa de Pereira. De este crimen Pereira obtendrá la fuerza para actuar. Con una arriesgada treta, conseguirá saltarse la censura, publicar en su propio periódico un largo artículo de denuncia del homicidio y del régimen, para, inmediatamente, huir de Portugal y del fascismo.

## Personajes
- Pereira: periodista viudo y cardiópata, encargado de la sección cultural de un modesto periódico.

- Francesco Monteiro Rossi: licenciado en filosofía con una tesis acerca de la muerte, de origen italiano. Colabora con Pereira escribiendo necrológicas y luego se dedica a actividades políticas a favor de la República española.

- Marta: novia de Monteiro Rossi, involucrada junto con él en actividades políticas, es quien en realidad le escribe las necrológicas. Sobre el final del libro se hace llamar Lise Delaunay.

- Celeste: portera del edificio donde funciona la página cultural del Lisboa. Es confidente de la policía salazarista.

- Piedade: asistenta en la casa de Pereira. Durante el libro se halla en Setúbal de viaje.

- Dr. Cardoso: médico y psicólogo formado en Francia, trabaja en una clínica en Parede. Le cuenta a Pereira una teoría francesa sobre la confederación de las almas.

- Dr. Costa: médico cardiólogo de Pereira.

- Padre António: cura franciscano, confesor y amigo de Pereira.

- Director del Lisboa: pertenece al régimen salazarista y ejerce una fuerte censura sobre los periodistas de la publicación.

- Filipa: secretaria del director del Lisboa.

- Bruno Rossi: primo italiano de Rossi, viaja de España a Portugal para reclutar soldados para luchar a favor del bando republicano en la guerra civil española. Es detenido en el Alentejo.

- Silva: excompañero de la facultad y amigo de Pereira, profesor de literatura en la universidad de Coímbra.

- María das Dores: cocinera de la clínica de Parede a la que acude Pereira.

- Manuel: mozo del Café Orquídea al que concurre Pereira. Charla con él de temas políticos.

- Ingeborg Delgado: mujer portuguesa, es judía y está tramitando la visa para partir hacia Estados Unidos, debido a la persecución a los judíos en la Europa de los años 30. Conoce a Pereira en un tren.

- David Mayer: judío dueño de una carnicería cerca de la redacción cultural del Lisboa.

- Fonseca y Lima: matones de la policía salazarista, son quienes allanan la casa de Pereira hacia el final del libro.

- Pedro: encargado de la imprenta del Lisboa.

- María de Vale Santares: amiga del director en las termas de Bucaco.

- Mayor Lourenço: encargado de la censura a la prensa.

## La novela
Las palabras «Sostiene Pereira» dan comienzo a la novela, y son después repetidas con frecuencia, como si el autor hubiese escrito la declaración de Pereira ante la policía o el juez. El ritmo es inicialmente muy lento, hecho de introspecciones, para después acelerarse al mismo ritmo que aumenta la turbación del protagonista.
En una nota al final del libro, Tabucchi explica que en portugués «pereira» significa «peral» y, como todos los apellidos de árboles frutales, es de origen hebreo, así como en Italia los apellidos de origen judío son nombres de ciudad. Con esto quiere rendir homenaje al pueblo judío, perseguido por los fascismos europeos en aquellos años.

«[···] ¿quién podía tener el valor de dar una noticia de ese tipo, que un carretero socialista había sido asesinado brutalmente en Alentejo en su propio carro y que había cubierto de sangre todos sus melones? Nadie, porque el país callaba, no podía hacer otra cosa sino callar, y mientras tanto la gente moría y la policía era la dueña y señora. Pereira comenzó a sudar, porque pensó de nuevo en la muerte. Y pensó: esta ciudad apesta a muerte, toda Europa apesta a muerte».

La inclinación política de la novela resulta claramente antifascista. Por otra parte, el propio Tabucchi ha señalado que «los que no amaban la situación política italiana lo tomaron como un símbolo de resistencia desde dentro», en referencia a la llegada al poder en Italia de Berlusconi con el partido Forza Italia en 1994, apoyado por la reaparición del partido fascista Lega Nord.

## Premios
La novela fue galardonada en su año de publicación original con el premio Campiello.

## Adaptaciones
A partir de la novela se ha hecho una película homónima, de Roberto Faenza, con Marcello Mastroianni en el papel principal, y una obra teatral interpretada por Paolo Ferrari.
En 2017 se publicó una adaptación al cómic de la novela, llevada a cabo por el francés Pierre-Henry Gomont, en Astiberri Ediciones.

## Ediciones

### En castellano
- Tabucchi, Antonio (1995). Sostiene Pereira. Barcelona: Anagrama. ISBN 84-339-0680-1.

### En italiano
- Tabucchi, Antonio (1994). Sostiene Pereira (en italiano). Milán: Feltrinelli. ISBN 9788807014611.
- Tabucchi, Antonio (1994).  Emons Audiolibri, ed. Sostiene Pereira (en italiano). Audiolibro, leído por Sergio Rubini. ISBN 9788807735349.